# Cắt lưng xám
Cắt lưng xám (danh pháp khoa học: Falco columbarius) là một loài chim cắt thuộc họ Cắt Bắc bán cầu. Chúng sinh sản ở bắc Holarctic; một số di cư đến khu vực cận nhiệt đới và nhiệt đới vào mùa đông.

## Mô tả

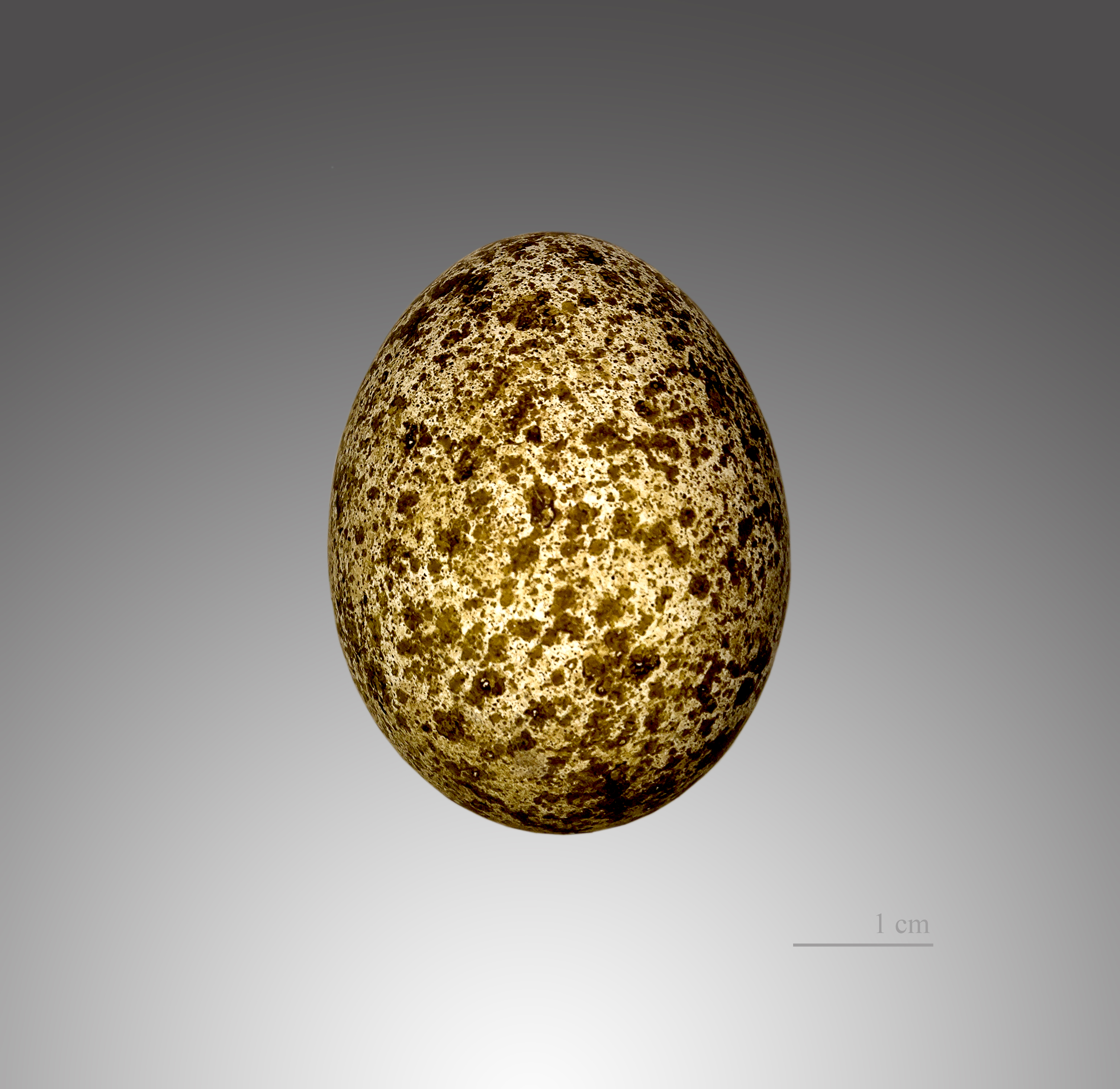
Trứng

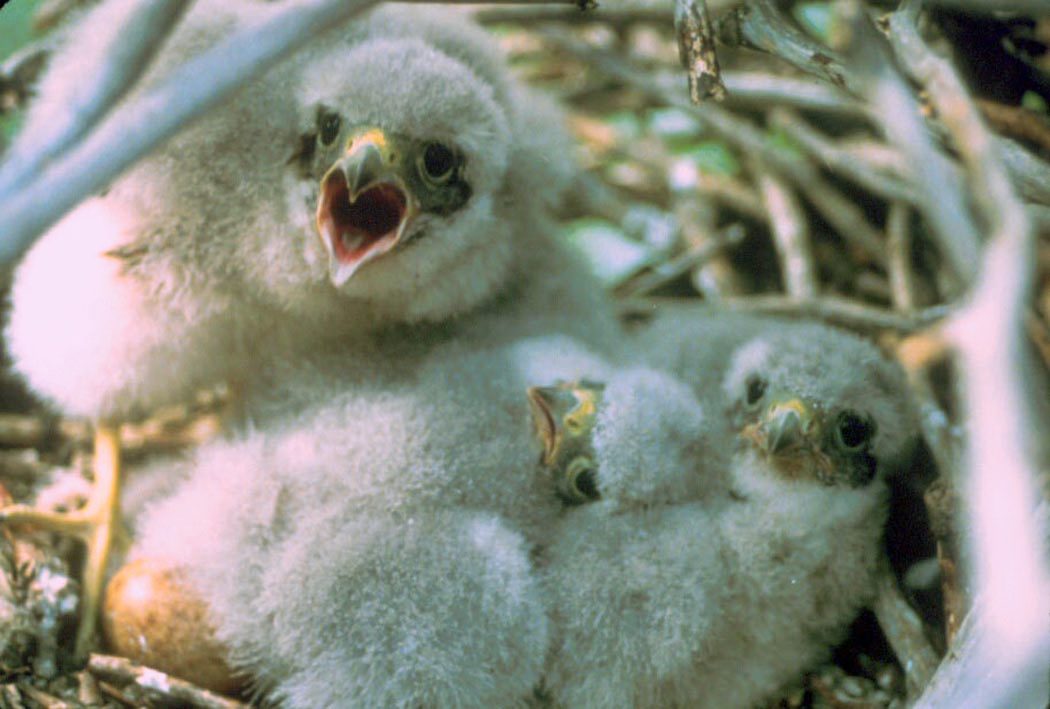
Con non

Cắt lưng xám dài là 24–33 cm với sải cánh dài 50–73 cm. So với hầu hết các chim cắt nhỏ khác, nó là loài chim mạnh mẽ hơn và nặng nề. Con trống trung bình nặng khoảng 165 g và con mái nặng khoảng 230 g. Tuy nhiên có sự thay đổi trong suốt phạm vi phân bố, và cụ thể trong quần thể di cư trong quá trình một năm. Như vậy, con trống trưởng thành có thể nặng 125-210 g, và con mái nặng 190-300 g.

## Phân loài
- Falco columbarius subaesalon - Iceland.
- Falco columbarius aesalon - phía bắc của đại lục Á-Âu (từ Faroe đến trung Siberia), trú đông ở miền Bắc Châu Phi.
- Falco columbarius insignis- Siberia (sông Yenisei sông Kolyma).
- Falco columbarius pacificus - phía đông bắc của châu Á và Sakhalin.
- Falco columbarius pallidus - thảo nguyên châu Á (từ biển Aral đến vùng núi Altai).
- Falco columbarius lymani - núi Trung Á.
- Falco columbarius columbarius - Bắc Mỹ (ngoại trừ trên bờ biển của Thái Bình Dương và Đại bình nguyên Bắc Mỹ).
- Falco columbarius richardsonii - Great Plains của Bắc Mỹ (trung tâm của Alberta đến Wyoming).
- Falco columbarius suckleyi - Alaska và British Columbia phía bắc của bang Washington.